# Gaetano Sanseverino
Gaetano Sanseverino (Napoli, 7 agosto 1811 – Napoli, 16 novembre 1865) è stato un presbitero, teologo e filosofo italiano, considerato uno fra i massimi precursori del neotomismo.

## Biografia
Si trasferì in giovanissima età a Nola dalla natia Napoli per frequentare il seminario diocesano dove suo zio era rettore. Dopo l'ordinazione, continuò lo studio della filosofia con l'intento di confrontare i vari sistemi filosofici, fra cui godeva particolare credito in Italia, all'epoca, quello cartesiano. Lo studio comparato dei vari sistemi gli permise una conoscenza più approfondita della Scolastica, soprattutto delle opere di Tommaso d'Aquino, e del legame intimo tra la Scolastica e la Patristica. Da allora, e fino alla fine della sua vita, la sua unica preoccupazione fu la restaurazione della filosofia scolastica, non solo con scritti, ma anche con lezioni, conferenze e discussioni.  La sua preparazione in materie filosofiche gli permise di divenire, non ancora trentenne, professore di logica e metafisica presso il seminario di Napoli. Fu anche canonico della cattedrale della propria città. Nel 1840 fondò la rivista La Scienza e la Fede che continuò ad uscire fino al 1887, a cura dei suoi discepoli Nunzio Signoriello e Antonio D'Amelio, a oltre vent'anni di distanza dalla morte del filosofo. Nel 1851 venne chiamato da Ferdinando II a insegnare filosofia morale nell'Università di Napoli, e venne incaricato anche di preparare un manuale "ufficiale" per le scuole del Regno delle Due Sicilie; Sanseverino scrisse allo scopo il manuale "I principali sistemi della filosofia del criterio, discussi colla dottrina de' Santi Padri e de' Dottori del Medio Evo". Con l'unità d'Italia Sanseverino venne progressivamente emarginato e messo in condizione di abbandonare l'insegnamento universitario. Continuò tuttavia ad insegnare presso il seminario di Napoli. Morì nella città partenopea nel corso di un'epidemia di colera all'età di 54 anni.

## L'opera
Profondo conoscitore di San Tommaso e della filosofia medievale, il Sanseverino diede alle stampe, negli anni quaranta dell'Ottocento, alcuni interessanti saggi sui filosofi moderni, fra cui Emanuele Kant e Baruch Spinoza. Nel 1849 iniziò ad occuparsi più specificamente di San Tommaso e della dottrina tomista con La dottrina di S. Tommaso sull'origine del potere e sul preteso diritto di resistenza, cui fece seguito, otto anni più tardi, un Saggio di teologia scolastica in difesa dell'angeologia di S. Tommaso d'Aquino contro i sofismi di G. Reynaud (1857).
Fra il 1850 e il 1853, esce il ponderoso I principali sistemi della filosofia del criterio, discussi colla dottrina de' Santi Padri e de' Dottori del Medio Evo, un'ampia e dottissima disquisizione sulla filosofia illuminista del Settecento e su quella a lui contemporanea (fra cui quella dello stesso Gioberti) confutata sulla base della logica dei più alti rappresentanti del cristianesimo medievale.
Il suo capolavoro, in cinque volumi, fu però pubblicato solo fra il 1862 e il 1865. Si tratta del celebre saggio, redatto in lingua latina, Philosophia christiana cum antiqua et nova comparata, che ha per oggetto la storia della logica nell'ambito della filosofia cristiana. Un sesto volume, già progettato, non vide mai la luce a causa dell'improvviso decesso dell'autore. L'opera fu ripresa in alcune sue parti dallo stesso Sanseverino ad uso dei suoi studenti nel suo Philosophia christiana cum antiqua et nova comparata in compendium redacta ad usum scholarum clericalium, uscita nel 1866. Fra il (1865-1870), venne pubblicata a Napoli la versione definitiva degli Elementa. L'opera, letta e molto citata nella seconda metà dell'Ottocento e durante tutto il Novecento, si articola in quattro tomi, di cui gli ultimi due, Antropologia e Teologia naturale, uscirono postumi rispettivamente tre e cinque anni dopo la morte del filosofo grazie all'iniziativa di un suo allievo, Nunzio Signoriello. Quest'ultimo si assunse anche l'onere di dirigere, dopo la scomparsa del proprio fondatore (1865), le pubblicazioni della rivista di Sanseverino La Scienza e la Fede, che, fino al 1887, mantenne vivo l'interesse, a Napoli e in Italia, sulla filosofia cristiana medievale e sul tomismo.

## Opere pubblicate (selezione)
- Delle teorie kantiane difese da O. Colecchi nella sua opera che per titolo: sopra alcune questioni le più importanti della filosofia, Napoli, La Scienza e la fede, 1843-1844.
- Il razionalismo teologico dei più celebri filosofi tedeschi e francesi da Kant insino ai nostri giorni, in La Scienza e la Fede, 1843-1845.
- Spinoza e i moderni razionalisti, Napoli, La Scienza e la fede, 1845-1847.
- La dottrina di s. Tommaso sull'origine del potere e sul preteso diritto di resistenza, Napoli, (I edizione, 1849), nuova edizione (con introduzione di F. Di Mieri), Napoli, Giannini, 1997.
- Saggio di teologia scolastica in difesa dell'angeologia di S. Tommaso d'Aquino contro i sofismi di G. Reynaud, Napoli, Tip. Manfredi (?), 1857.
- Elementa philosophiae theoreticae ad usum cleri neapolitani, Napoli, Tipografia Manfredi, 1858.
- Philosophia christiana cum antiqua et nova comparata, in cinque volumi, Napoli, Tip. Manfredi, 1862-1866.
- Institutiones seu Elementa philosophiae christianae cum antiqua et nova comparata, in tre volumi e 4 tomi, Napoli, Tip. Manfredi, 1865-1870.
- Philosophia christiana cum antiqua et nova comparata in compendium redacta ad usum scholarum clericalium, in 2 volumi, Napoli, Tip. Manfredi, 1866.
- Compendio della filosofia cristiana comparata con le dottrine de' filosofi antichi e moderni, in 2 volumi (versione italiana della precedente latina), Napoli, Biblioteca cattolica, 1872.